# Native Instruments Maschine
Maschine est une groovebox logicielle, associée à une gamme de surfaces de contrôle, développée par Native Instruments.

## Logiciel

### Maschine
La première version est sortie en 2009 et est reçue très positivement : le magazine Computer Music positionne Maschine comme une concurrente de la gamme MPC du constructeur Akai et lui attribue la note de 4 sur 5.
En 2010, Maschine est officiellement commercialisée en version 1.5 et fait l'objet de bonnes critiques : le site spécialisé Resident Advisor gratifie cette version d'une note de 4 sur 5 et Computer Music 4,5 sur 5.
C'est à partir de la 1.6 que le logiciel permet l'utilisation de plugins (VST, ou AU) d'effets et d'instruments. En septembre 2011, la mise à jour 1.7 est distribuée. Elle améliore l'utilisation des plugins depuis le hardware.

### Maschine Mk2
Native Instruments sort une seconde version de son logiciel où la gestion du MIDI et la navigation sont améliorées. Des synthétiseurs de percussions sont également ajoutés.
Elle sort en 2012.

### iMaschine
En 2011, Native Instrument sort une application dédiée à l'environnement iOS, iMaschine.

## Surface de contrôle

### Maschine
- Dimensions :
  - Largeur : 320 mm
  - Profondeur : 295 mm
  - Épaisseur : 60 mm
  - Poids : 1 811 g
- Aspect et connectivité :
  - Deux écrans de 64x256 pixels
  - 16 larges touches (pads en anglais) lumineuses sensibles à la pression (en couleur depuis la version MK2)
  - 11 interrupteurs rotatifs
  - 41 interrupteurs rétroéclairés
  - Entrée/sortie MIDI
  - Prise USB 2.0
  - verrou Kensington

### Maschine MK3
La machine MK3 est sortie en 2017 .

### Maschine Mikro
Une version dont la partie hardware est de plus petit format, la première version de Maschine Mikro sort en octobre 2011,.

### Maschine Studio
Une version plus grande adaptés pour les producteurs professionnels. Elle comporte notamment un Jog Wheel facilitant la navigation sur le logiciel ainsi que deux écrans LCD.

### Maschine Jam
La version du Ableton Push de Native Instruments sort en 2016. Elle est principalement axée sur la performance live.

## Utilisateurs notables
Plusieurs artistes de musique électronique ont adopté Maschine pour la création musicale et en font une pièce importante de leur home studio voire de leur équipement de live. Ainsi, Carl Craig décrit cet appareil comme une sorte de « MPC 3000 nouvelle génération », considérant que Maschine prend « une centaine d'années » [sic] d'avance sur le produit d'Akai. Claude VonStroke, quant à lui, apprécie Maschine — malgré son manque de convivialité — en raison de ses vastes capacités sonores.